# Плавання на літніх Олімпійських іграх 2020 — 400 метрів комплексом (жінки)
Змагання з плавання на 400 метрів комплексом серед жінок на літніх Олімпійських іграх 2020 відбулися 24 — 25 липня 2021 року в Олімпійському центрі водних видів спорту. Це була п'ятнадцята поспіль поява цієї дисципліни на Олімпійських іграх. Її проводили на кожній Олімпіаді, починаючи з 1964 року.

## Рекорди
Перед цими змаганнями чинні світовий і олімпійський рекорди були такими:
| Світовий рекорд     | Катінка Хоссу (HUN) | 4:26.36 | Ріо-де-Жанейро, Бразилія | 6 серпня 2016 | [ 2 ] |
| Олімпійський рекорд | Катінка Хоссу (HUN) | 4:26.36 | Ріо-де-Жанейро, Бразилія | 6 серпня 2016 | [ 2 ] |

## Кваліфікація
Олімпійський кваліфікаційний норматив для цієї дисципліни становить 4 хвилини 38,53 секунди. За цим нормативом від кожного Національного олімпійського комітету (NOC) можуть автоматично кваліфікуватися щонайбільше дві плавчині, виконавши його на затверджених кваліфікаційних змаганнях. Норматив олімпійського відбору становить 4 хвилини 46,89 секунди. За цим нормативом від кожного НОК може кваліфікуватися щонайбільше одна плавчиня, що посідає досить високе місце у світовому рейтингу, поки не буде вичерпано квоту для всіх плавальних дисциплін. НОК, що ще не має плавчині в жодній дисципліні, може скористатися зі свого права на універсальну квоту.

## Формат змагань
Змагання складаються з двох раундів: попередні запливи та фінал. Плавчині, що показали 8 найкращих результатів у попередніх запливах, виходять до фіналу. У тому разі, коли на останнє місце потрапляння до фіналу претендують дві чи більше плавчині з однаковим часом, передбачено перепливання.

## Розклад
Змагання тривають два дні, кожен раунд наступного дня.
Часовий пояс - японський стандартний час (UTC + 9)
| Дата     | Час   | Раунд             |
| -------- | ----- | ----------------- |
| 24 липня | 20:05 | Попередні запливи |
| 25 липня | 11:12 | Фінал             |

## Результати

### Попередні запливи
Плавчині, що показали 8 найкращих результатів незалежно від запливу, виходять до фіналу.
| Місце | Заїзд | Доріжка | Ім'я                      | Країна                | Час     | Примітки |
| ----- | ----- | ------- | ------------------------- | --------------------- | ------- | -------- |
| 1     | 3     | 5       | Емма Веянт                | США (USA)             | 4:33.55 | Q        |
| 2     | 3     | 6       | Еймі Віллмотт             | Велика Британія (GBR) | 4:35.28 | Q        |
| 3     | 2     | 4       | Охасі Юї                  | Японія (JPN)          | 4:35.71 | Q        |
| 4     | 3     | 3       | Мірея Бельмонте           | Іспанія (ESP)         | 4:35.88 | Q        |
| 5     | 2     | 5       | Галі Флікінджер           | США (USA)             | 4:35.98 | Q        |
| 6     | 2     | 6       | Вікторія Міхайварі-Фаркаш | Угорщина (HUN)        | 4:35.99 | Q        |
| 7     | 3     | 4       | Катінка Хоссу             | Угорщина (HUN)        | 4:36.01 | Q        |
| 8     | 2     | 7       | Іларія Кузінато           | Італія (ITA)          | 4:37.37 | Q        |
| 9     | 3     | 2       | Сара Франческі            | Італія (ITA)          | 4:39.93 |          |
| 10    | 3     | 1       | Аня Цревар                | Сербія (SRB)          | 4:40.50 |          |
| 11    | 2     | 1       | Юй Їтін                   | Китай (CHN)           | 4:41.64 |          |
| 12    | 3     | 8       | Аґеха Таніґава            | Японія (JPN)          | 4:41.76 |          |
| 13    | 3     | 7       | Фантін Лезаффр            | Франція (FRA)         | 4:41.98 |          |
| 14    | 2     | 2       | Тесса Чеплуча             | Канада (CAN)          | 4:44.54 |          |
| 15    | 1     | 5       | Катя Файн                 | Словенія (SLO)        | 4:44.66 |          |
| 16    | 1     | 3       | Аззахра Перматахані       | Індонезія (INA)       | 4:54.54 |          |
| 17    | 1     | 4       | Вірхінія Бардач           | Аргентина (ARG)       | 5:01.98 |          |
| 18    | 2     | 3       | Сідні Пікрем              | Канада (CAN)          | DNS     |          |

### Фінал
| Місце | Доріжка | Ім'я                      | Країна                | Час     | Примітки |
| ----- | ------- | ------------------------- | --------------------- | ------- | -------- |
| 1     | 3       | Охасі Юї                  | Японія (JPN)          | 4:32.08 |          |
| 2     | 4       | Емма Веянт                | США (USA)             | 4:32.76 |          |
| 3     | 2       | Галі Флікінджер           | США (USA)             | 4:34.90 |          |
| 4     | 6       | Мірея Бельмонте           | Іспанія (ESP)         | 4:35.13 |          |
| 5     | 1       | Катінка Хоссу             | Угорщина (HUN)        | 4:35.98 |          |
| 6     | 7       | Вікторія Міхайварі-Фаркаш | Угорщина (HUN)        | 4:37.75 |          |
| 7     | 5       | Еймі Віллмотт             | Велика Британія (GBR) | 4:38.30 |          |
| 8     | 8       | Іларія Кузінато           | Італія (ITA)          | 4:40.65 |          |